# Hälltjärnen (Hanebo socken, Hälsingland)
Hälltjärnen är en sjö i Bollnäs kommun i Hälsingland och ingår i Testeboåns huvudavrinningsområde. Sjön har en area på 0,082 kvadratkilometer och ligger 293,5 meter över havet.

## Delavrinningsområde
Hälltjärnen ingår i det delavrinningsområde (677398-152834) som SMHI kallar för Mynnar i Stora Bobaken. Medelhöjden är 302 meter över havet och ytan är 3,95 kvadratkilometer. Det finns inga avrinningsområden uppströms utan avrinningsområdet är högsta punkten. Vattendraget som avvattnar avrinningsområdet har biflödesordning 3, vilket innebär att vattnet flödar genom totalt 3 vattendrag innan det når havet efter 84 kilometer. Avrinningsområdet består mestadels av skog (98 procent). Avrinningsområdet har 0,08 kvadratkilometer vattenytor vilket ger det en sjöprocent på 2,1 procent.